# Bolbohamatum cyclops
Bolbohamatum cyclops är en skalbaggsart som beskrevs av Olivier 1789. Bolbohamatum cyclops ingår i släktet Bolbohamatum och familjen Bolboceratidae. Inga underarter finns listade.